# Federal Bureau of Investigation
FBI
Ne doit pas être confondu avec CIA.
« FBI » redirige ici. Pour les autres significations, voir FBI (homonymie).
Le Federal Bureau of Investigation — traduit littéralement par « Bureau fédéral d'enquête » —, très couramment désigné par son sigle FBI (/ef 'bi ai/), est, aux États-Unis, le principal service fédéral de police judiciaire et un service de renseignement intérieur.
Le FBI est compétent pour plus de deux cents catégories de crimes fédéraux (relevé de 2010), ce qui en fait l'organisme d'enquête principal du gouvernement américain. Ses attributions comprennent l'antiterrorisme, le contre-espionnage, la cybercriminalité et la médecine légale. Créé en 1908 sous l'appellation Bureau of Investigation (ou BOI, traduit littéralement par « Bureau d'enquête »), ce service a été renommé « Federal Bureau of Investigation » en 1935. Son siège est situé au J. Edgar Hoover Building dans Pennsylvania Avenue à Washington, tandis que ses bureaux sont disséminés dans plus de quatre cents villes américaines et cinquante ambassades dans le monde.
Le sceau du FBI a été créé par le chef illustrateur Leo Joseph Gauthier et a été utilisé pour la première fois en 1941. Sur le listel situé sous le blason est inscrite en anglais la devise du service qui est : Fidelity, Bravery, and Integrity, en français : « Fidélité, bravoure, et intégrité ».
Depuis le 21 février 2025, le directeur du Federal Bureau of Investigation est Kash Patel.

## Structure du FBI

### Généralités
Le FBI est placé sous la tutelle du département de la Justice des États-Unis qui lui accorde son budget et qui définit ses priorités.
Les activités du FBI portent notamment sur :
- l'antiterrorisme ;
- le contre-espionnage ;
- le crime organisé (mafia) ;
- les enlèvements (depuis l'affaire du bébé Lindbergh en 1932) ;
- le crime en col blanc et la criminalité financière ;
- la recherche de renseignements généraux.

Son siège est installé dans le J. Edgar Hoover Building à Washington et son centre de formation se trouve à Quantico en Virginie. Sa devise officielle est Fidelity, Bravery, Integrity.

### Informations ponctuelles sur des effectifs historiques
En 1918, au sortir de la Première Guerre mondiale, le Bureau disposait d'environ 500 agents.
Seuls 15 agents étaient affectés en 2005 à la surveillance des fraudes sur les hypothèques (l'une des causes de la crise des subprimes). Ce nombre passa à 177 en 2008, mais cela représentait des centaines d'agents de moins que pendant la crise des Savings and loan des années 1980-1990.

### Budgets récents et effectifs globaux associés
Les documents budgétaires présentés au Congrès des États-Unis, en mars 2022, pour l'année budgétaire suivante (2023), font état d'un budget total de 10,8 milliards de dollars et d'un effectif global de 36 945 employés tous grades confondus et sous les statuts suivants : 13 516 agents spéciaux, 3 287 analystes du renseignement et 20 042 agents de soutien.
Le 3 août 2023, le département fédéral de la Justice communique les indications suivantes relatives au budget du FBI, pour l'année fiscale 2024 :
- le budget demandé au Congrès est de 11,4 milliards de dollars, valable pour les dépenses devant commencer au 1er octobre 2023 et se terminer au 30 septembre 2024 ;
- les effectifs du FBI prévus sont les suivants : 37 312 agents répartis en 13 662 agents spéciaux, 3 215 analystes du renseignement et 20 435 agents de soutien ;
- le FBI dispose sur le territoire des États-Unis de 56 bureaux (field offices) dans les grandes villes et environ 350 bureaux satellites à travers le pays ;
- le FBI dispose de représentations sous la forme de 63 bureaux de Legal Attaché (LEGATs) et 36 sous-bureaux dans 80 pays[3].

## Historique

### Émergence

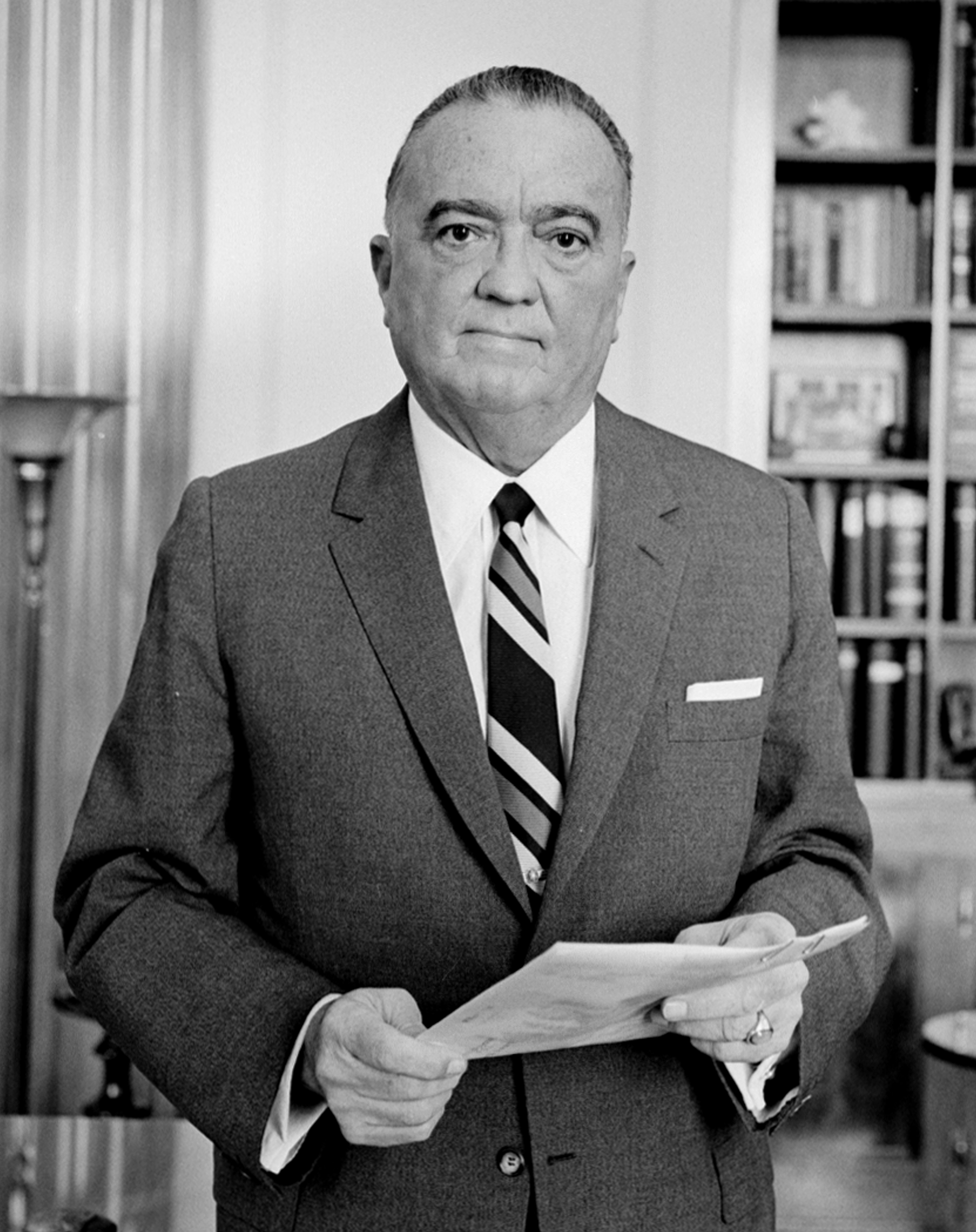
J. Edgar Hoover (photo de 1961), directeur du FBI de 1935 à 1972, après avoir été directeur du BOI de 1924 à 1935, record absolu de longévité.

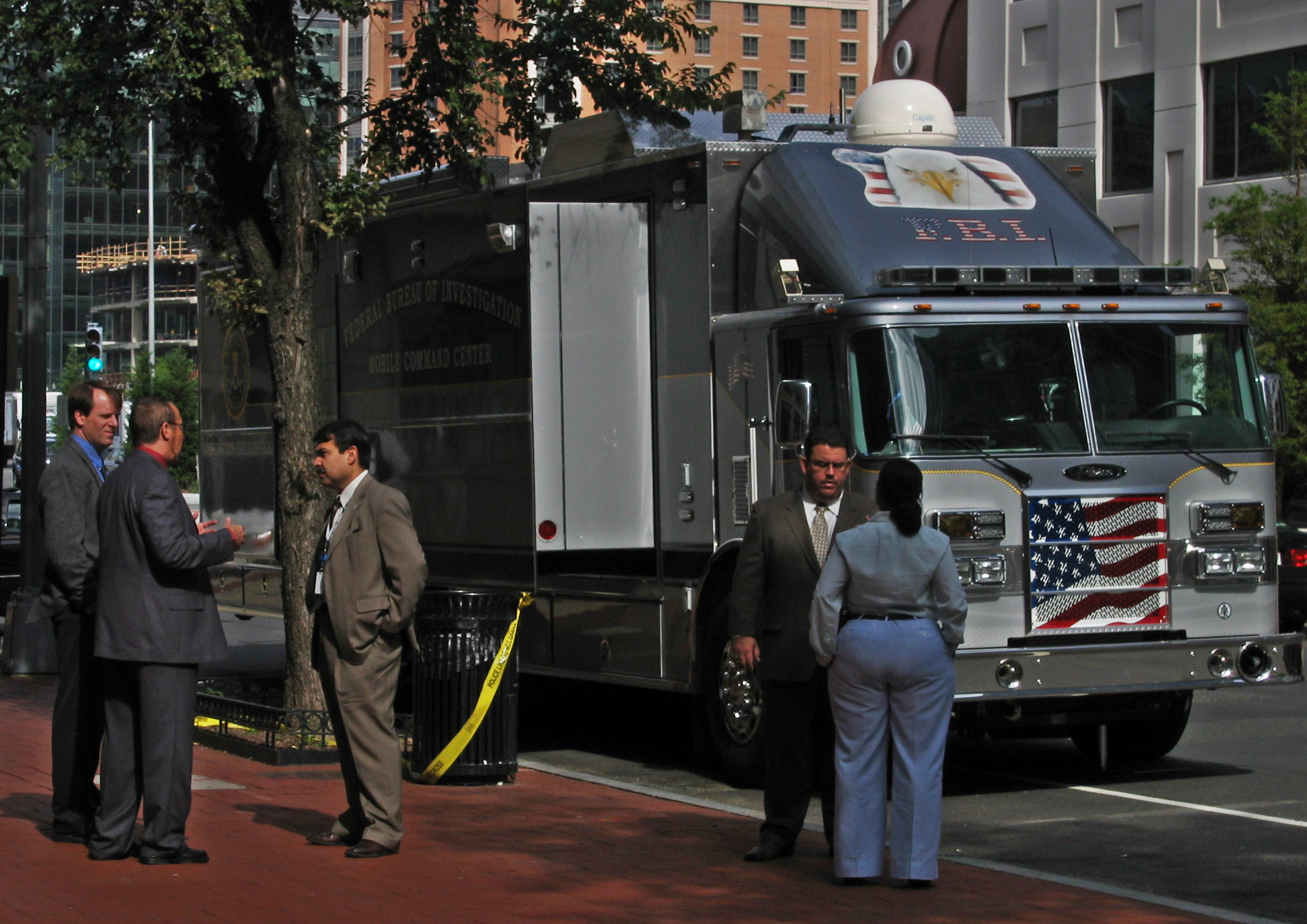
Poste de commandement mobile du FBI.

L'ancêtre du FBI, le « Bureau of Investigation » (BOI), a été créé le 26 juillet 1908 par le procureur général des États-Unis Charles Joseph Bonaparte (aussi connu sous le nom de Bonaparte-Patterson[réf. souhaitée]), petit-neveu de Napoléon Ier, sous la présidence de Theodore Roosevelt, pour lutter contre le crime organisé à partir d'un groupe d'agents du United States Secret Service. Son siège était alors installé dans l'immeuble du département de la Justice, à Washington.
L'origine même du BOI remonte à la décision de la Cour suprême de 1886, dans le procès Wabash, St. Louis & Pacific Railroad Company v. Illinois (en), qui décréta que les États fédérés n'avaient pas le droit de réguler le commerce inter-étatique. L'année suivante, le Congrès passa l'Interstate Commerce Act (« Loi sur le commerce inter-étatique », 1887), rendant l'État fédéral responsable de l'application de la loi dans les cas inter-étatiques. Mais jusqu'à l'arrivée de Bonaparte-Patterson en tant que secrétaire à  la Justice, le département de la Justice se contenta d'effectifs limités pour assurer cette fonction. Bonaparte-Patterson fit alors appel à diverses autres agences, dont le Service secret, afin d'obtenir des enquêteurs, mais, en 1908, le Congrès vota une loi interdisant au département de la Justice de faire appel à des employés du Trésor (le Secret Service faisant partie du Trésor, à l’origine). C'est alors que le secrétaire à la Justice Bonaparte-Patterson créa le BOI en y intégrant ses propres agents spéciaux, issus du Secret Service (lequel accepta de transférer douze de ses agents au BOI)[réf. souhaitée]. Ainsi, les agents du FBI étaient originellement des agents du Secret Service, et dépendaient, juridiquement, de l'Interstate Commerce Act de 1887.
La première mission officielle du BOI fut de contrôler les maisons de tolérance et d'établir des registres de celles-ci, afin de préparer l'application du Mann Act du 25 juin 1910 (ou White Slave Traffic Act, « loi sur la traite des blanches »). Au début de son existence, le BOI eut pour rôle principal de lutter contre la corruption et contre les « voleurs de terres » qui, dans l’Ouest américain, s’étaient appropriés[Comment ?], avec la complicité de membres du Congrès et de fonctionnaires, des dizaines de milliers d’hectares appartenant à l’État[réf. souhaitée].

### Ère Hoover (1924-1972)

#### Avant-guerre
J. Edgar Hoover fut nommé directeur du BOI le 10 mai 1924, et demeura en poste pendant près de quarante-huit ans, jusqu’à sa mort en 1972. Hoover s'impliquait de près dans la plupart des enquêtes et projets du FBI. En 1932, le BOI fut renommé United States Bureau of Investigation, tandis que le Scientific Crime Detection Laboratory (ou FBI Laboratory (en), la division de police scientifique du FBI) fut ouverte la même année, en grande partie grâce aux efforts de Hoover. L'année suivante, il fusionna avec le Bureau of Prohibition (en), chargé d'appliquer les lois sur la prohibition de l'alcool, et prit le nom de « Division of Investigation » (service enquête) (DOI), avant d'adopter finalement son nom actuel de « Federal Bureau of Investigation » (FBI) en 1935.

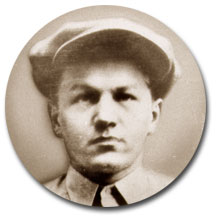
Lester J. Gillis, alias Baby Face Nelson, tué par le FBI en 1934 lors d'un échange de tirs.

Durant l'entre-deux-guerres, ses pouvoirs s'étendent à la suite des difficultés des forces de police locale à faire respecter la loi. Les règlements de compte brutaux à Chicago sont monnaie courante ainsi que le trafic d'alcool. Le service se fit alors rapidement connaître grâce à une excellente politique de relations publiques.
Lors de la « guerre contre le crime » des années 1930, le FBI arrêta ou tua un certain nombre de criminels célèbres, tels que John Dillinger, Baby Face Nelson, Kate Ma Barker, Alvin Creepy Karpis, et George Machine Gun Kelly. Durant cette période, le FBI était aussi chargé de lutter contre l'influence du Ku Klux Klan, dont les activités racistes étaient en recrudescence notable. Par ailleurs, grâce au travail d'Edwin Atherton (en), le FBI arrêta un certain nombre de néo-révolutionnaires mexicains, près de la frontière de Californie, dans les années 1920.
Mais le FBI s'intéressa aussi, dès cette période, aux activistes politiques, mettant en œuvre une surveillance des mouvements politiques les plus divers. La « red scare » (« peur rouge ») affectait en effet les États-Unis à ce moment. Il fallut que le président Franklin D. Roosevelt intervienne pour mettre un terme (temporaire) à ces enquêtes, qui visaient des écrivains tels que Truman Capote ou William Faulkner.
Jusqu’à la création de l'OSS lors de la Seconde Guerre mondiale, le FBI qui comptait alors 900 agents fut le seul grand service américain qui faisait du renseignement humain à l'étranger, essentiellement grâce à ses bureaux en Amérique latine. Lors de la création de la CIA, successeur de l'OSS, le FBI fut cantonné aux activités de surveillance intérieure.

#### Pendant la seconde guerre mondiale
À partir des années 1940, le FBI se chargea de nombreuses enquêtes de contre-espionnage, qui continuèrent tout au long de son existence. Lors de la Seconde Guerre mondiale, huit agents de l'Allemagne nazie furent arrêtés, accusés d'avoir préparé des opérations de sabotage. Six d'entre eux furent exécutés (voir l'arrêt de la Cour suprême, Ex parte Quirin (en)). Aux côtés de la National Security Agency (NSA), le FBI participa aussi de façon importante au projet Venona, un projet de décodage cryptographique des codes utilisés par l'URSS, mené conjointement avec le Royaume-Uni. Le projet Venona était sous la supervision de Hoover, qui n'en informa la CIA qu'en 1952.
Après l'attaque de l'armée japonaise contre la base américaine de Pearl Harbor, le FBI procéda à l'arrestation des personnes d'origine japonaise vivant aux États-Unis. Des camps d'internement furent établis dans le nord et à l’est de la Californie (Arizona, Arkansas, Colorado, Idaho, Utah et Wyoming), où furent enfermées 120 313 personnes.

#### Après la guerre

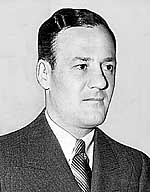
Clyde Tolson, no 2 du FBI, très proche de Hoover. Certains historiens affirment qu'ils furent amants.

Lors de la guerre froide, la cible prioritaire officielle du FBI fut les réseaux du bloc de l'Est (arrestation de l'espion Rudolf Abel en 1957). Toutefois, l'agence ciblait aussi tous les mouvements « dissidents » des États-Unis, du Ku Klux Klan au Parti communiste des USA et aux divers groupes du mouvement des droits civiques. Ainsi, lors de l'opération secrète de renseignement COINTELPRO, programme en œuvre de 1956 à 1971, le FBI surveillait, avec l'aide de la National Security Agency (NSA), de nombreux mouvements d'opposition ; révélé par la Commission citoyenne d'enquête sur le FBI — un groupe de gauche qui avait cambriolé des bâtiments du FBI pour récupérer des dossiers classifiés —, le programme COINTELPRO fut sévèrement critiqué par la commission Church de 1975.
La surveillance du FBI s'étendait aussi aux membres du gouvernement. Ainsi, Hoover ordonna à ses agents d'effectuer une enquête à propos de Jack Valenti, nommé conseiller spécial du président Lyndon Johnson juste après l'assassinat de Kennedy le 22 novembre 1963. L'enquête visait notamment à déterminer si Valenti était homosexuel, une accusation qui suffisait alors à briser une carrière (le conseiller de Johnson Walter Jenkins (en) dut ainsi démissionner peu de temps avant l'élection présidentielle de 1964 pour cette raison). Hoover (qui n'était pas marié, fut pendant quarante ans le compagnon de son « bras droit » Clyde Tolson et a, de ce fait, été soupçonné par certains historiens d'être lui-même homosexuel) utilisait en effet les informations sur les élites obtenues par ses agents dans le cadre de ses tractations avec la Maison-Blanche.
Pendant les années 1950 et 1960, les dirigeants du FBI étaient de plus en plus préoccupés par l'influence des leaders des droits civiques. En 1956 par exemple, Hoover prit la rare décision d'envoyer une lettre ouverte dénonçant le Dr T. R. M. Howard, un leader des droits civiques, chirurgien et riche entrepreneur du Mississippi qui avait critiqué l'inaction du FBI pour résoudre les meurtres de George W. Lee, d’Emmett Till et d'autres Afro-Américains dans le Sud. Dans le but de les neutraliser, le programme COINTELPRO servait à enquêter sur des organisations politiques dissidentes aux États-Unis, y compris les organisations non violentes et militantes, dont la Conférence du leadership chrétien du Sud, leader dans les droits civiques.
Martin Luther King était une cible fréquente des enquêtes. Le FBI n'a trouvé aucune preuve de crime, mais a tenté d'utiliser des enregistrements d'actes sexuels de King pour l'intimider. Dans ses mémoires de 1991, le journaliste du Washington Post Carl Rowan a affirmé que le FBI avait envoyé au moins une lettre anonyme à King l'encourageant à se suicider.
Quand le président John F. Kennedy fut assassiné à Dallas (Texas) en 1963, c’est sous la juridiction de la police locale que furent faites les enquêtes, jusqu'à ce que le président Johnson ordonna au FBI de prendre en charge l'enquête. Pour qu'il n'y ait ensuite plus de confusion entre les homicides relevant du niveau fédéral et ceux relevant du niveau local, le Congrès fit adopter une loi qui attribua la charge des premiers au FBI.
En 1967, le FBI réorienta le programme COINTELPRO contre des mouvements noirs et notamment les Blacks Panthers. Dans une note interne, le FBI définit son objectif comme étant de « démasquer, briser, fourvoyer, discréditer, ou au moins neutraliser les activités des organisations nationalistes noires qui prêchent la haine ». Outre les méthodes de répression classiques (filatures, écoutes téléphoniques, lettres anonymes, agents doubles, etc.), le FBI se livra à de la propagation de fausses nouvelles, comme dans le cas de Jean Seberg et exécuta des assassinats. Pour la seule année 1970, trente-huit militants furent tués lors de raids organisés contre les bureaux du BPP. Le 4 décembre 1969, le leader des Black Panthers de Chicago, Fred Hampton, fut exécuté dans son lit par un agent du FBI infiltré.
Après que RICO, la loi sur le racket, prit effet, le FBI commença à enquêter sur d'anciens groupes anti-prohibition, qui étaient depuis devenus des façades pour le crime dans les principales villes et même des villes moyennes. Tout le travail du FBI fut fait sous couverture et depuis ces groupes, en utilisant les ressources financières de RICO pour les démanteler. Bien que Hoover ait initialement nié l'existence d'un réseau criminel organisé aux États-Unis, le Bureau mena plus tard des opérations contre des syndicats du crime bien connus et des familles, incluant celles de Sam Giancana et John Gotti. La loi RICO est encore utilisée aujourd'hui contre tout crime organisé ou individu qui tomberait sous cette loi. Sous la présidence Reagan, cette loi fut utilisée pour condamner à de lourdes peines des militants politiques d’extrême gauche impliqués dans le braquage de la Brink's de 1981.

### Après Hoover
En 1975, après la mort de Hoover, le FBI s'installe dans son nouveau quartier général, baptisé « John Edgar Hoover FBI Building » en la mémoire de son inamovible directeur. Le Congrès vote aussi une loi limitant la durée de fonction des directeurs du FBI à un maximum de dix années.
Au moins deux de ses agents étaient en poste en Amérique latine : Dan Mitrione, qui est enlevé et assassiné en 1970 par les Tupamaros uruguayens, et Robert Scherrer, qui fut l'un des premiers Américains informé de l'existence de l'opération Condor et ayant transmis des renseignements obtenus via celle-ci afin que le FBI interroge aux États-Unis des militants présumés exilés. D'après Manuel Contreras, le chef des services de renseignement chilien qui supervisait l'opération Condor, la CIA et le FBI étaient informés de la base de données utilisée dans le cadre de l’opération, lui ont fourni des informations et l'ont elles-mêmes utilisées.
Le Hostage Rescue Team (« équipe de secours des otages »), une unité d'élite du FBI, chargée en particulier de la lutte antiterroriste et des crimes majeurs, fut créée en 1984 afin de préparer l'organisation des Jeux olympiques de 1984. Comme dans d'autres pays (dont l'Europe, avec la création de TREVI), la création de cette unité, qui travaille avec le SWAT, fut influencée par la prise d'otages des Jeux olympiques de Munich en 1972. Elle comporte 146 membres en janvier 2020.
La même année, le CART (Computer Analysis and Response Team) est créée pour s'occuper des problèmes de sécurité informatique.
À la fin des années 1980 et au début des années 1990, la guerre froide prenant fin avec la chute du Mur de Berlin en 1989, 300 agents du FBI consacrés au contre-espionnage ont été ré-assignés dans des missions de prévention des crimes violents, désignés comme sixième priorité nationale des services de police. Le budget du FBI est alors amoindri, et le FBI se charge de plus en plus de missions d'assistance aux forces de police locales dans la traque des suspects franchissant les frontières des États fédérés. Le FBI poursuivit aussi le développement de ses activités de police scientifique, initiées dès 1924 avec un système de dactyloscopie (empreintes digitales), en analysant l'ADN.
À la suite de l'attentat du World Trade Center en 1993, le FBI se concentre à nouveau, entre 1993 et 1996, sur la lutte antiterroriste. En 1993, il gère aussi les négociations avec les Davidiens lors du siège de Waco, qui aboutit à la mort de 82 personnes. Il enquête ainsi sur l'attentat d'Oklahoma City (1995), et arrête en 1996 Timothy McVeigh. Par ailleurs, depuis 1994, en cas de bavure policière aux États-Unis, le FBI peut être chargé de l'enquête.
En 1998, le FBI crée le CITAC (Computer Investigations and Infrastructure Threat Assessment Center pour le Centre d'enquêtes informatiques des risques de menace des infrastructures) et le NIPC (National Infrastructure Protection Center pour le Centre national de la protection des infrastructures) afin d'augmenter ses capacités en matière de sécurité informatique et de lutte contre le cybercrime. L'agence fédérale augmente aussi ses capacités de surveillance électronique, s'adaptant aux évolutions des télécommunications.
Après que le Congrès a fait passer les lois Communications Assistance for Law Enforcement Act (CALEA, 1994), Health Insurance Portability and Accountability Act (HIPA, 1996), et Economic Espionage Act (EEA, 1996), le FBI a donné suite en améliorant sa technologie en 1998, comme il l'avait fait avec le CART en 1991.

### Depuis le 11 septembre 2001

#### Lettres de sécurité nationale et autres

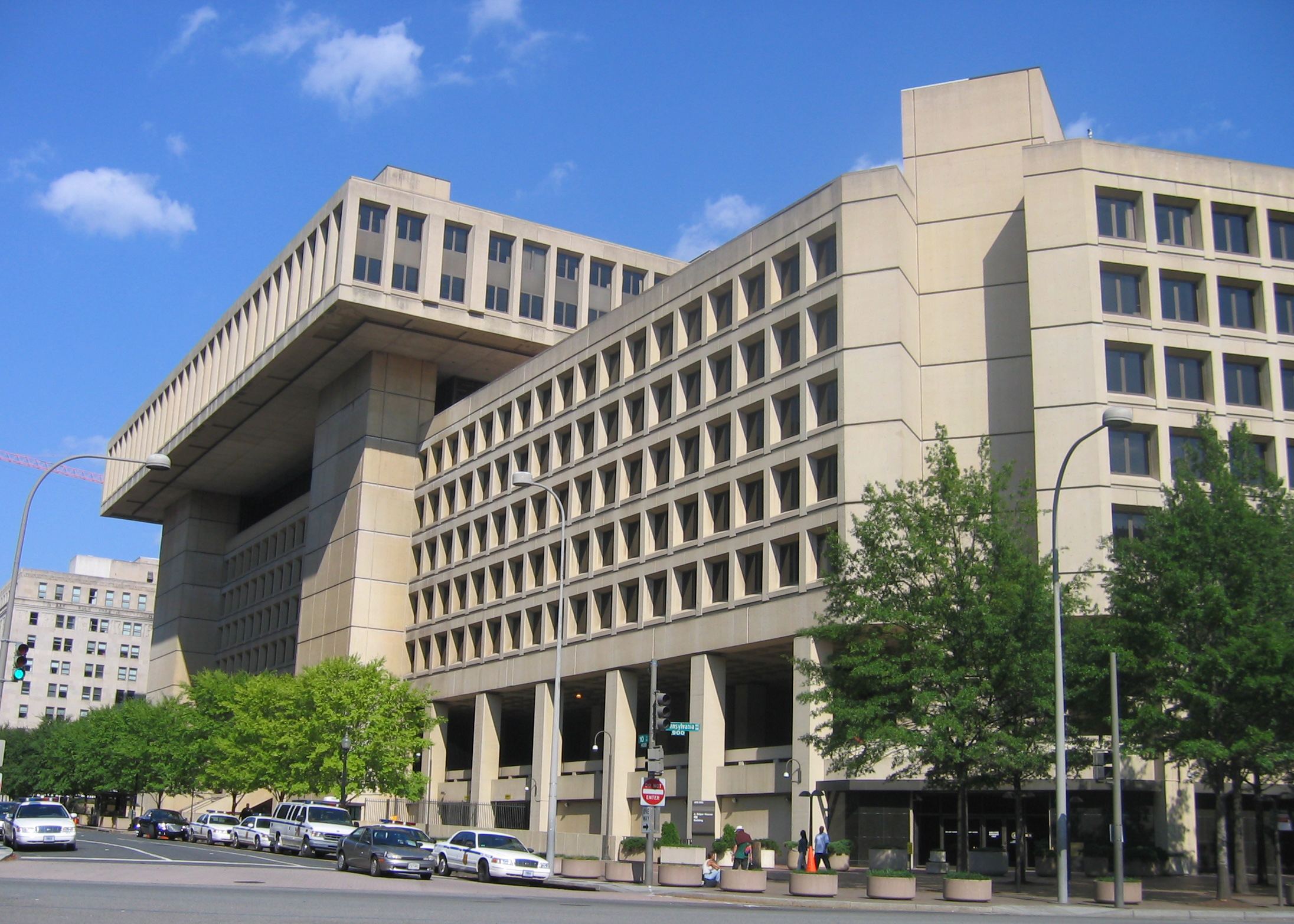
J. Edgar Hoover Building, le siège du FBI depuis 1975.

Le USA Patriot Act donna un pouvoir accru au FBI, notamment via l'usage des lettres de sécurité nationale (NSL), obligeant toute personne, physique ou morale, à lui transférer toute donnée personnelle intéressant le FBI, sans avertir la personne concernée par cette surveillance. Le FBI a ainsi utilisé de façon exponentielle ces NSL, en en délivrant 200 000 entre 2003 et 2006. Par ailleurs, le FBI a procédé entre 2002 et 2006 à la récolte illégale de données concernant plus de 3 500 appels téléphoniques, faites sans NSL, visant entre autres des journalistes du Washington Post (Ellen Nakashima (en), qui était basée à Djakarta) et du New York Times (Raymond Bonner (en) et Jane Perlez (en), également basés dans la capitale indonésienne).
Fin 2003, Bush et John Ashcroft, le ministre de la Justice, ont autorisé les agences à conserver les données acquises via les NSL, alors qu'elles étaient auparavant détruites si elles concernaient des personnes innocentées par la suite. Il a même ordonné que ces données soient enregistrées sur des systèmes de traitement de données, à des fins d'exploration de données (data mining) tandis que l'executive Order 13388 (en) (Further Strengthening the Sharing of Terrorism Information To Protect Americans) étendit l'accès à ces bases de données aux gouvernements locaux, étatiques et tribaux, ainsi qu'aux « entités appropriées du secteur privé », entités non définies. Fin décembre 2003, la Proactive Data Exploitation Unit (unité proactive d'exploitation de données), dirigée par Gurvais Grigg, fut envoyée à Las Vegas, placé sous alerte orange, afin d'analyser les données concernant tous les visiteurs de la ville, à la recherche de liens éventuels (coups de téléphone, etc.) à des personnes soupçonnées de terrorisme.
En janvier 2004, le FBI a mis sur pied l'Investigative Data Warehouse (en), fondée sur le même logiciel d'Oracle utilisé par la CIA, afin d'exploiter ces données. Les instructions ministérielles d'Ashcroft permettaient aussi, pour la première fois, au FBI d'intégrer les données provenant des deux filiales de Reed Elsevier, LexisNexis et ChoicePoint (en), qui combinent des données personnelles provenant du secteur privé et public, à ses systèmes de traitement (les précédents ministres de la Justice considéraient que cela violerait le Privacy Act de 1974 (en)) .

#### Sneak and peek warrant
Le Patriot Act instaurait aussi les Sneak and peek warrant (en) (section 213), c'est-à-dire des perquisitions menées en l'absence de la personne concernée par la perquisition, qui peuvent être utilisées dans le cadre de toute enquête judiciaire (y compris pour des simples délits, ou misdemeanor). Ces mandats ont dû être amendés à la suite de la décision d'un juge les déclarant anticonstitutionnels, en raison de la violation du 4e amendement de la Constitution, dans l'affaire Brandon Mayfield (en), un avocat de Portland victime d'une telle perquisition et accusé de terrorisme parce que le FBI prétendait avoir identifié ses empreintes digitales sur des explosifs trouvés à Madrid après les attentats du 11 mars 2004 — Mayfield a été par la suite innocenté, le FBI s'étant trompé.
763 mandats de ce genre avaient été accordés en 2008, dont seulement trois concernaient des affaires de terrorisme : les deux tiers (65 %) concernaient des affaires de stupéfiants .

#### Réorganisation du FBI par Robert Mueller
Robert Mueller est nommé directeur du FBI sept jours avant les attentats du 11 septembre 2001. Quelques mois plus tard, en réponse à ces attentats et dans le contexte de la « guerre contre le terrorisme » proclamée par l'administration Bush, Mueller appelle à une réforme du mode de fonctionnement de l'agence. C’est ainsi qu’un tiers des agents du FBI (soit plus de 1 800 personnes) sont réaffectés au renseignement et au contre-terrorisme. L'agence, à court de personnel pour lutter contre la délinquance en col blanc, peine à mener les enquêtes dans les milieux financiers à la suite de la crise des subprimes et à la crise financière de 2008. Le FBI est alors chargé notamment des enquêtes sur Fannie Mae, Freddie Mac, l'American International Group et la banque en faillite Lehman Brothers.

#### Création duTerrorist Screening Centeretwatchlist
En novembre 2003, l'administration Bush crée le Terrorist Screening Center, une agence fédérale dépendante du FBI, consacrée à l'identification et au stockage des données concernant les personnes suspectées d’être terroristes par une ou plusieurs agences gouvernementales américaines, ou par des organisations alliées étrangères. L'agence, dotée d'une base de données informatisée (Terrorist Screening Database, TSDB), est chargée de centraliser les informations issues des différents organismes publics, fédéraux ou locaux. En 2005, son budget s'élevait à 30 millions de dollars, tandis que le centre employait environ 180 agents. Le TSDB comportait des fiches sur à peu près 700 000 personnes en avril 2007, avec une progression mensuelle moyenne de 20 000 personnes fichées.
Outre la base de données TSDB, le FBI maintient une watchlist des personnes soupçonnées d'implication éventuelle dans le terrorisme, qui comportait 400 000 noms en septembre 2008 ; 24 000 d'entre eux n'auraient pas du être inscrits sur cette liste selon un rapport du département de la Justice de mai 2009.

#### Divers
Le 17 octobre 2008, le FBI annonça publiquement le succès de son opération d'infiltration du forum DarkMarket, une opération contre la cybercriminalité qui dura deux ans et qui a abouti à l'arrestation de 56 personnes dans le monde, empêchant, selon l'agence, la perte [Par qui ?] de 70 millions de dollars.
Dix agents illégaux du SVR (neuf Russes et une Américano-péruvienne) ont été arrêtés le 27 juin 2010 par le FBI, et échangés le 9 juillet 2010 à l'aéroport de Vienne contre quatre Russes accusés d'espionnage au profit des États-Unis et du Royaume-Uni,. Un onzième homme a réussi à s'échapper à Chypre.
En juillet 2010, le FBI a lancé une polémique à propos de l'utilisation de son sceau par le projet Wikipédia. Le bureau fédéral a demandé le retrait de son logo des pages de Wikipédia, qui a rejeté la requête. En effet, Wikipédia juge que l’image qu’elle héberge n’est ni un faux badge, ni une fausse carte d’identification, ni un faux insigne. « De fait, nous devons appliquer ce que dit la loi, et non pas l'interprétation de celle-ci que vous appelez de vos vœux », ironise Mike Godwin, l'avocat de Wikipedia, s'adressant au FBI. Depuis cette réponse de l'encyclopédie en ligne, aucun commentaire n'a été formulé par le FBI.
Le 19 janvier 2012 au soir, le FBI ferme les 18 sites du groupe Mega, dont le service de téléchargement direct Megaupload, ainsi que le service de streaming Megavideo.
En septembre 2012, le FBI annonce la mise en place, au coût d'un milliard de $ US, d'un système de reconnaissance faciale, la Next Generation Identification (NGI). Il s'agit d'une base de données nationale comprenant des photos d'identité judiciaire, des images de l'iris, des enregistrements d'ADN, des échantillons de voix et d'autres informations biométriques.
En juin 2021, les médias annoncent une vague d'arrestation dues à l'opération Trojan Shield plus communément connue du public sous le nom d'ANOM, nom d'un smartphone équipé d'un logiciel de messagerie qui a été utilisé par divers criminels pensant le système sûr. En fait, ce smartphone était fourni par le FBI. Cela permit l'arrestation de plus de 800 personnes dans le milieu de la drogue notamment.

## Le personnel du FBI

### Recrutement et formation

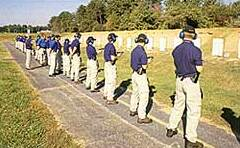
Élèves de l'académie du FBI au stand de tir.

À titre d'exemple, au début de l'année 2005, le « Bureau » a reçu environ 115 000 candidatures pour n'en retenir que 2 900 [réf. nécessaire].
Les recrues sont formées dans la FBI Academy située sur le campus de Quantico en Virginie. C'est là que se trouve également la FBI National Academy qui s'occupe des cours de perfectionnement destinés aux policiers américains et étrangers chevronnés.
Pour être admis au FBI, il faut être titulaire d'un diplôme universitaire et être âgé de 23 à 37 ans. La moyenne d'âge est de 30 ans, car on exige des recrues qu'elles aient acquis de l'expérience professionnelle.
Environ un tiers des nouveaux agents viennent des forces armées des États-Unis[réf. nécessaire], et les candidats sont désormais issus de toutes les couches sociales et groupes ethniques du pays alors que le Bureau a eu jusqu'aux années 1960, sous la direction d'E.J. Hoover, la réputation d'être réservé à la majorité WASP (White Anglo-Saxon Protestant).
Les recrues arrivent à Quantico par groupes de cinquante et s'entraînent pendant dix-sept semaines aux techniques de filature, au tir (120 heures) et à l'utilisation des techniques de police scientifique. Ce premier entraînement est suivi de deux années de formation sur le terrain.
Les agents fédéraux sont souvent surnommés les « G-men » (Government men). En 2003, 1 200 agents ont été formés, ce qui est un record dans l'histoire du FBI.

### Rémunération
Le revenu des employés du FBI varie selon leur statut et leur ancienneté.
Le salaire annuel du directeur du FBI est fixé par les dispositions qui découlent de l'U.S. Code, paragraphe 5313, soit en 2023 un emploi de niveau III rétribué 195 000 dollars alors qu'à la même date les revenus annuels du directeur de la CIA étaient de 212 100 dollars, en tant d'emploi de niveau II. En plus du salaire annuel peuvent être ajoutées des primes - laissées à la discrétion du Président des États-Unis, pour services rendus. La rémunération du directeur est deux fois et demi plus élevée que celle d'un agent spécial, qui commence sa carrière avec une rémunération annuelle d'environ 78 000 dollars primes comprises, et qui la termine à 153 000 dollars, au même grade, lors de sa mise à la retraite.
Les agents spéciaux, qui procèdent notamment aux arrestations, sont les  mieux payés ; selon certaines sources émanant de journalistes américains, ils seraient payés environ 6 000 dollars au début de leur engagement et leur salaire doublerait sur une durée de service de vingt-cinq ans. Les analystes de renseignements ont droit à une rémunération moyenne et les agents de support ont droit aux revenus habituels des agences fédérales de justice.

### Sanctions disciplinaires
Début 2011, le FBI déclare qu'entre 325 et 350 employés font chaque année l'objet d'une action disciplinaire, de la simple réprimande jusqu'à la mise à pied et qu'environ 30 personnes sont licenciées chaque année, sur un total de 34 300 salariés.

## Directeurs
Après la disparition de J.E.Hoover , le mandat des directeurs du FBI est fixé à une période d'exercice de dix années au maximum et ils ne peuvent en principe être démis qu'en raison d'une faute grave, ce qui fut le cas en 1993 de William Sessions sous la présidence de Bill Clinton. En revanche, le limogeage surprise de James Comey par Donald Trump le 9 mai 2017, alors qu'il enquêtait sur les liens possibles entre des responsables de la campagne présidentielle de Trump et la Russie, suscita alors beaucoup de questions sur les raisons réelles de cette décision.

### Directeur adjoint
Deuxième dans la hiérarchie du FBI, le directeur adjoint est Dan Bongino depuis mars 2025.

## Dans la culture populaire
- La série The Night Agent produite et distribuée par la plateforme Netflix raconte l'histoire d'un employé du FBI au sous-sol de la Maison Blanche et qui doit s'occuper d'un téléphone qui ne sonne que très rarement
- La série Mindhunter produite et distribuée par la plateforme Netflix raconte l'histoire de la création au sein du FBI d'une unité d'élite spécialisée en profilage de serial killers.
- La série Sur la piste du crime créée par Quinn Martin produite par la chaîne American Broadcasting Company traite des activités du FBI à travers les Etats-Unis.
- La série FBI : Portés disparus créée par Hank Steinberg raconte l'histoire d'une unité du FBI chargée d'enquêter sur les personnes disparues à New York.
- La série Sue Thomas, l'œil du FBI créée par Dave Alan Johnson et Gary R. Johnson raconte l'histoire de la première agente du FBI atteinte de surdité.
- Dans la saison 6 de la série télévisée Scandal, Angela Webster (jouée par Saycon Sengbloh) est la directrice du FBI.
- La série FBI : Duo très spécial raconte les enquêtes menées conjointement par Neal Caffrey, un escroc notoire, et Peter Burke, un agent spécial du FBI
- Il apparaît aussi dans la saga Grand Theft Auto sous le nom de FIB, qui est une parodie du vrai FBI.
- Le FBI est aussi une unité jouable dans le jeu Tom Clancy's Rainbow Six Siege avec Ash et Thermite (Attaque) Castle et Pulse (Défense).
- Dans la série Mentalist, Patrick Jane (joué par Simon Baker) rejoint le FBI avec Teresa Lisbon (Robin Tunney) et Kimball Cho (Tim Kang), après avoir quitté le CBI.
- Dans la série Blacklist réalisée par Jon Bokenkamp, Elizabeth Keen (Megan Boone) et Raymond Reddington (James Spader) travaillent pour le FBI dans une base secrète.
- Dans la série Quantico, l'histoire raconte l'entraînement des recrues à l’académie du FBI.
- Dans la série X-Files, les deux protagonistes sont agents du FBI.
- Dans la série Esprits criminels et ses deux spin-off (Criminal Minds: Suspect Behavior et Esprits criminels : Unité sans frontières), les protagonistes principaux sont des agents du FBI (profilers) travaillant pour le DSC (département des sciences du comportement), unité d'élite à la poursuite de tueurs en séries. Dans Esprits criminels : Unité sans frontières, les agents font plus précisément partie de l'International Response Team (IRT)
- Le mème « FBI Open Up ! » qui parodie les perquisitions du FBI.
- Dans Détective Conan, Conan croyait qu'une professeure d'anglais de son ancien lycée était dans une organisation diabolique. Il est ensuite révélé que cette femme est un agent du FBI qui tente d'arrêter ladite organisation.
- Dans les jeux Red Dead Redemption et Red Dead Redemption II, après avoir travaillé pour la Pinkerton National Detective Agency, l'agent Edgar Ross travaille pour le FIB (ce qui est un anachronisme, car le FBI n'existe pas à l'époque de l'intrigue).
- Dans la série FBI, les principaux protagonistes sont des agents de l'antenne du FBI à New York.
- La série FBI: Most Wanted, créée par René Balcer, raconte la traque des personnes les plus recherchées par le FBI.
- La série FBI: International, créée par Dick Wolf, raconte les activités du FBI dans un contexte international.
- Le film FBI : Fausses blondes infiltrées est une comédie policière réalisée par Keenen Ivory Wayans.
- Le film Arrête-moi si tu peux de Steven Spielberg raconte l'histoire d'un agent du FBI Carl Hanratty à la poursuite de l'escroc Frank Abagnale, Jr..
- Le film Insaisissables de Louis Leterrier met en scène la course-poursuite entre le FBI et un groupe de quatre illusionnistes.
- Le film I Was a Communist for the FBI est un film américain réalisé par Gordon Douglas en 1951 dans le cadre du début de la guerre froide et du maccarthysme.
- Dans la série Bones, créée par Hart Hanson, l'agent du FBI Seeley Booth travaille avec le Dr Temperance Brennan.
- Dans l'univers fictif de la Fondation SCP, le FBI apparaît sous le nom de « Unusual Incident Unit ».
- Dans le jeu Ready Or Not, le FBI était présent dans la version bêta, mais l'agence a été renommée FISA à la sortie officielle du jeu.